# Hypenetes rotundus
Hypenetes rotundus là một loài ruồi trong họ Asilidae. Hypenetes rotundus được Oldroyd miêu tả năm 1974. Loài này phân bố ở vùng nhiệt đới châu Phi.